# Haslevs kommun
Haslevs kommun låg i Västsjällands amt i Danmark. Kommunen hade 14 589 invånare (2004) och en yta på 132,65 km². Haslev var huvudort. Från 2007 ingår kommunen i Faxe kommun.